# سفارت سوئد در پراگ
سفارت سوئد در پراگ (به لاتین: Embassy of Sweden) یک سفارت در جمهوری چک است که در پراگ واقع شده‌است.